# El día que murió la música
El 3 de febrero de 1959, los músicos de rock and roll Buddy Holly, Ritchie Valens y The Big Bopper (J. P. Richardson), junto con el piloto Roger Peterson, fallecieron en un accidente aéreo cerca de la pequeña localidad rural de Clear Lake, Iowa. Posteriormente, a este día se le conoció como "El día que murió la música" ("The day the music died"), después de que Don McLean se refiriese a él de tal forma en su canción «American Pie» de 1971.
En ese tiempo Holly y su banda, conformada por Waylon Jennings, Tommy Allsup y Carl Bunch, estaban tocando en una gira llamada "Winter Dance Party" por el centro de los Estados Unidos. Los artistas Ritchie Valens y The Big Bopper también se habían unido a la gira.
Los grandes trayectos afectaron a los artistas, quienes padecieron gripe e incluso congelamiento. Después de tocar en Clear Lake, Iowa, y frustrado por las condiciones climáticas, Holly decidió alquilar una avioneta con destino a su próximo evento de la gira en Moorhead, Minnesota. The Big Bopper, quien tenía gripe, tomó el lugar de Jennings en la avioneta, mientras que Tommy Allsup perdió el suyo con Valens en un cara o cruz. 
Poco después del despegue, tarde en la noche y en condiciones climáticas adversas, el piloto perdió el control de la aeronave, una "Beechcraft Bonanza", y se estrelló en un campo de maíz a seis millas del aeropuerto; no hubo sobrevivientes. 
Además de la canción de Don McLean, el accidente ha sido mencionado o mostrado en varias películas y canciones; se construyó un monumento conmemorativo cerca del sitio del accidente.

## Antecedentes

El itinerario de "Winter Dance Party" 1959

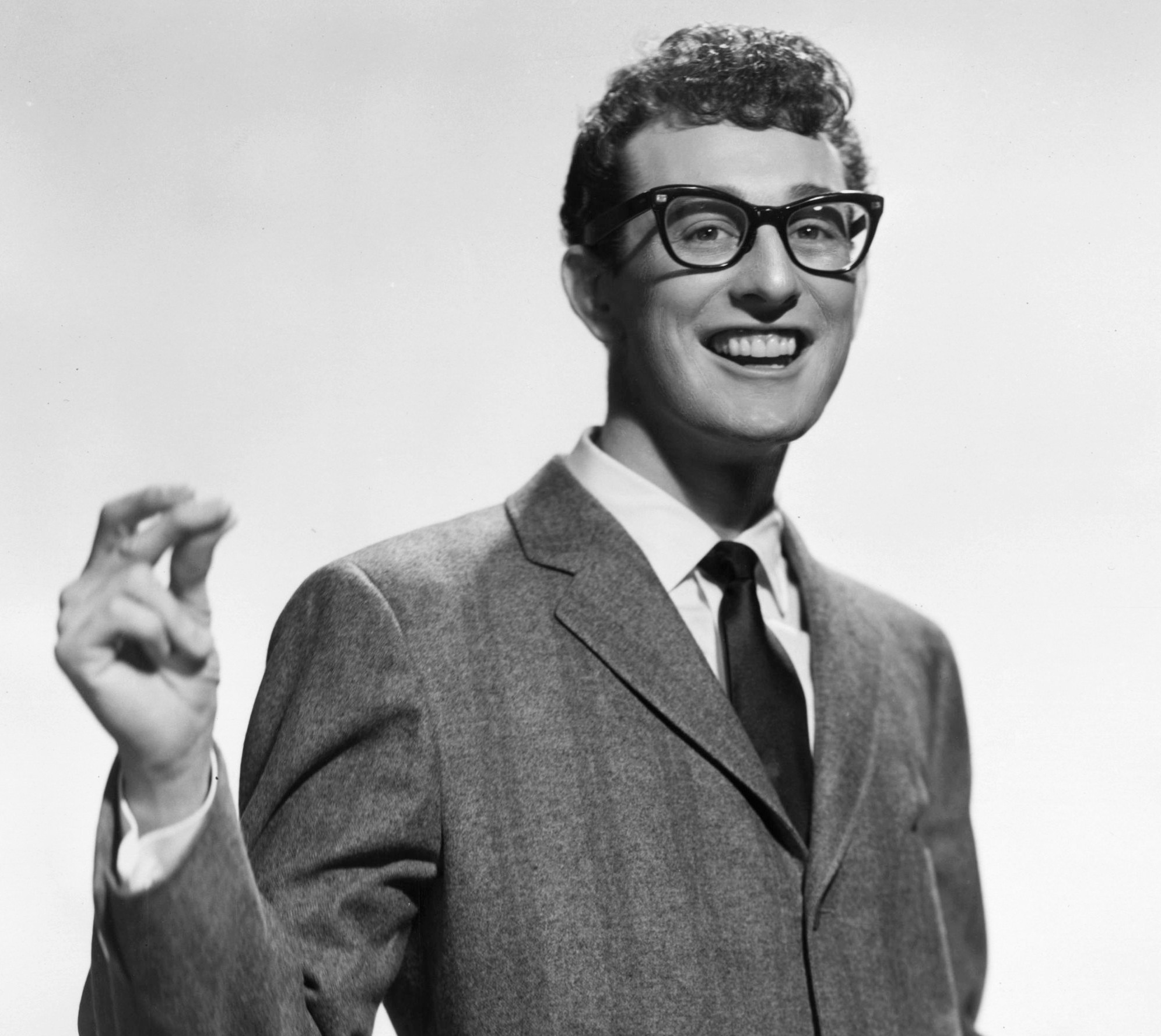
El cantante Buddy Holly en 1958.

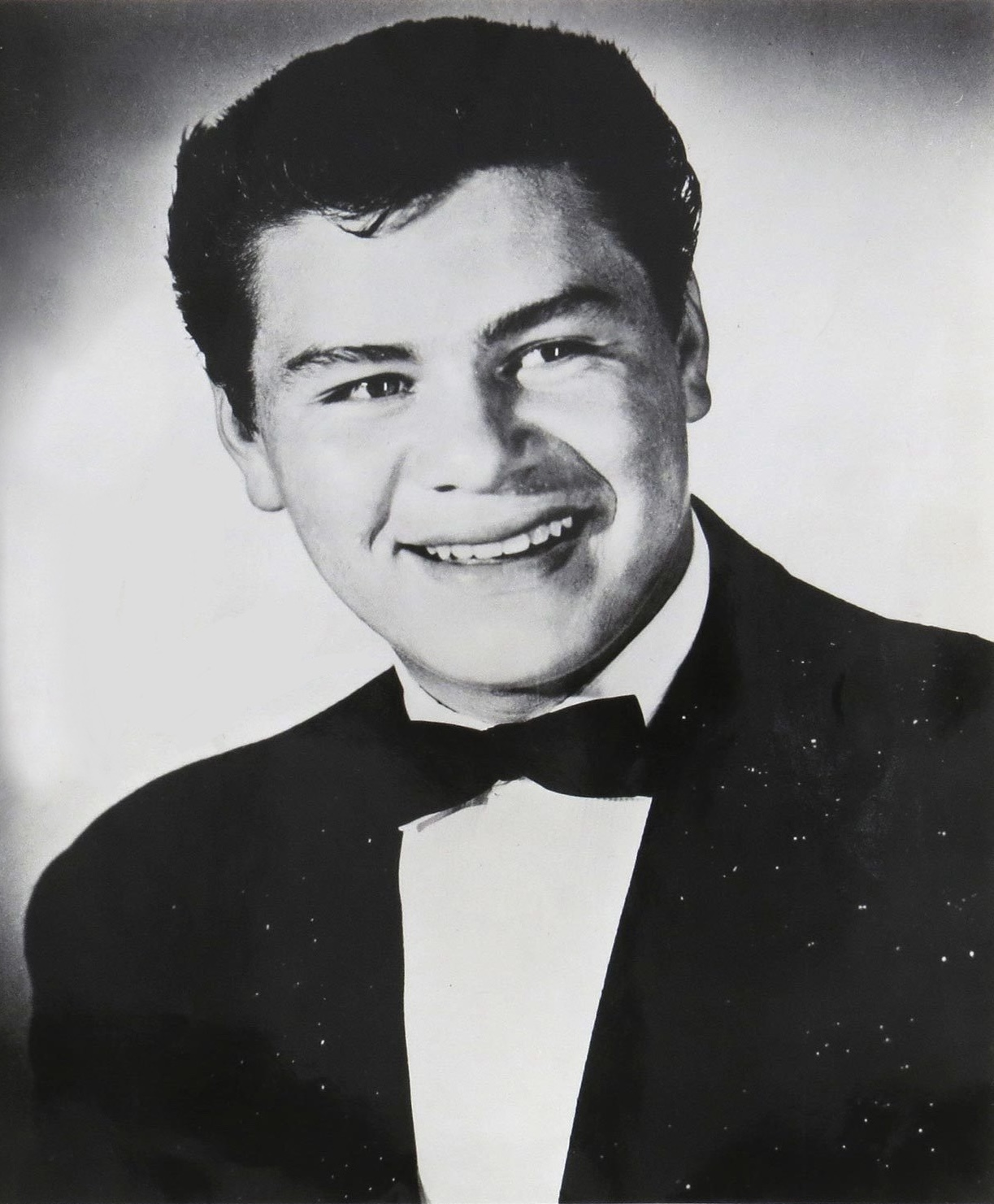
Foto del cantante Ritchie Valens

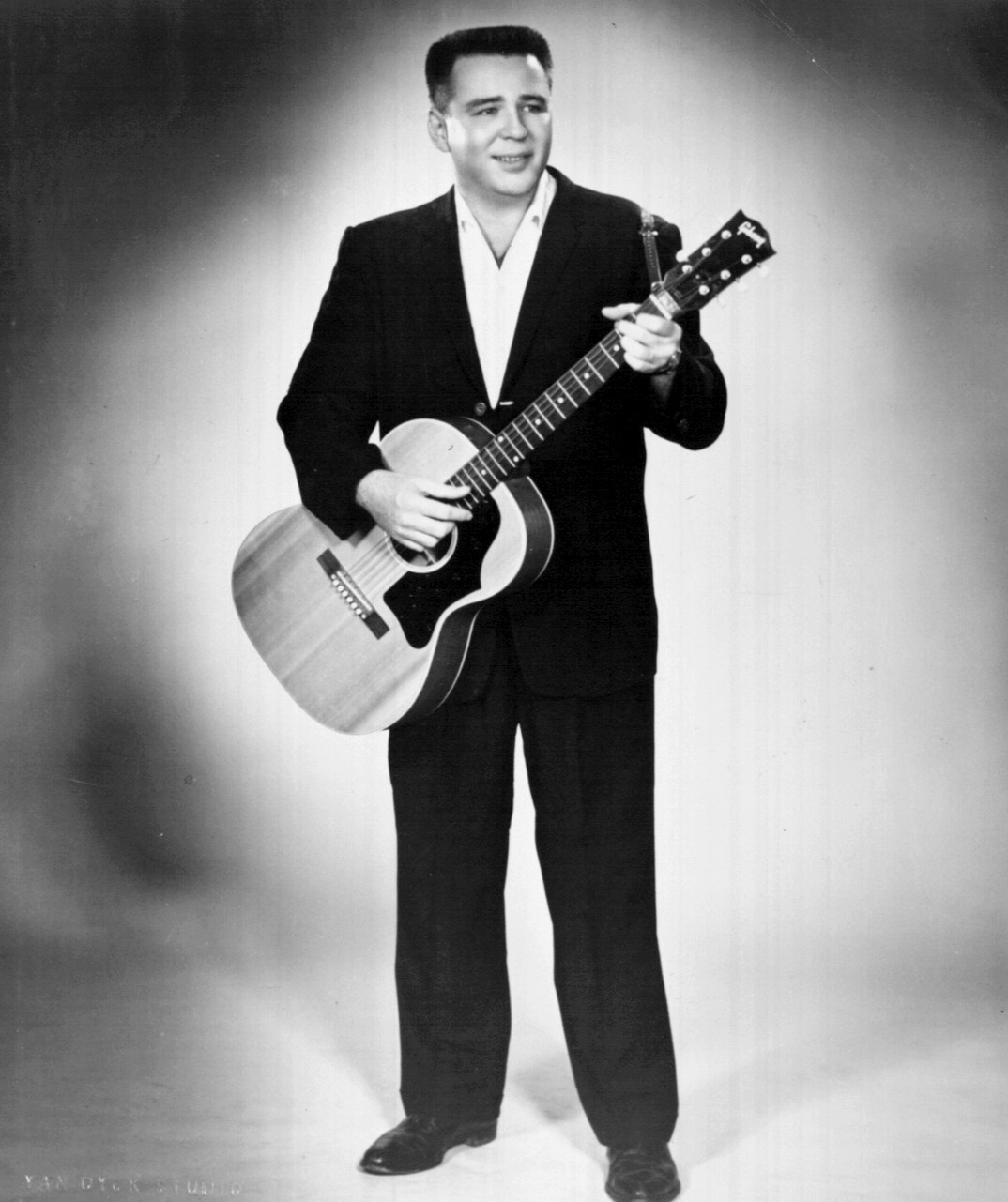
El cantante The Big Bopper a principios de 1959.

Buddy Holly terminó su asociación con "The Crickets" en noviembre de 1958. Para el comienzo de la gira "Winter Dance Party" consiguió una banda que estaba conformada por Waylon Jennings (bajo), Tommy Allsup (guitarra) y Carl Bunch (batería), con el vocalista principal Frankie Sardo. La gira cubriría 24 ciudades a través del centro de los Estados Unidos en el tiempo que fuera necesario. Las nuevas sensaciones Ritchie Valens, J.P. Richardson y Dion DiMucci, junto con su banda "The Belmonts", se unieron al tour para promover sus grabaciones y tener un ingreso extra.
La gira comenzó en Milwaukee, Wisconsin el 23 de enero de 1959, y la frecuencia de los viajes pronto se hizo un problema logístico. Las distancias entre los diferentes conciertos no habían sido propiamente consideradas cuando organizaron la gira. En lugar de hacer una especie de círculo entre los diferentes lugares, la ruta seguía un zig-zag con distancias que podían llegar hasta a más de 400 millas. El autobús de la gira no estaba adecuadamente equipado para el clima, que conformaba nieve hasta la cintura y temperaturas que oscilaban entre los 20 y los 36 grados centígrados bajo cero. El sistema de calefacción se averió poco después de que la gira diera inicio, en Appleton, Wisconsin. Richardson y Valens comenzaron a experimentar síntomas de gripe y el baterista Burch fue hospitalizado en Ironwood, Míchigan por severa congelación en los pies. Los músicos reemplazaron su autobús con un autobús escolar y siguieron viajando. Después de que Bunch fuese hospitalizado, Carlo Mastrangelo de los Belmonts entró en su lugar como baterista. Cuando Dion y los Belmonts estaban tocando, la batería era ocupada por Valens o por Buddy Holly. Como la agrupación de Holly era la última banda en casi todas las presentaciones, Holly, Valens y DiMucci se turnaban para tocar la batería en diferentes bandas en Green Bay, Wisconsin y Clear Lake, Iowa.
El lunes 2 de febrero el tour arribó a Clear Lake. El pueblo no había sido considerado como una parada de la gira de los músicos, pero sus promotores, esperando un lleno total, llamaron al representante del Surf Ballroom, Carroll Anderson, y le ofrecieron el show. Él aceptó y prepararon el escenario para esa noche. Para cuando Holly llegó al lugar del concierto, estaba frustrado con el autobús de la gira y había decidido alquilar una avioneta para llevarlo a su próximo destino, a Fargo, Dakota del Norte. El resto de la gira lo habría alcanzado en la siguiente localización en Moorhead, Minnesota, ahorrándole el viaje en el autobús y proporcionándole un día extra de descanso.

## Arreglos del vuelo

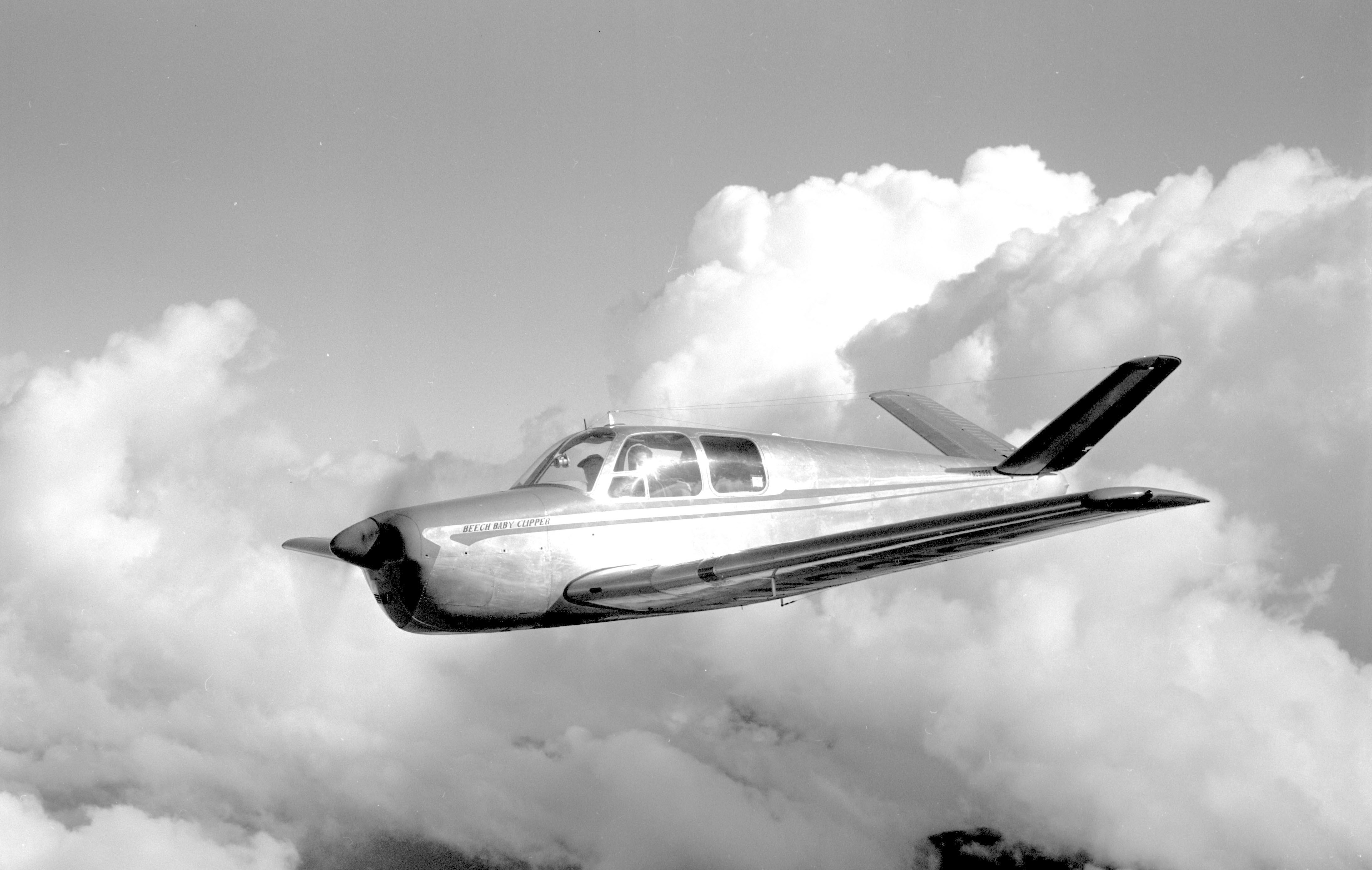
Una Bonanza con cola en V, similar a N3794N, la avioneta involucrada en el accidente.

El representante del Surf Ballroom, Anderson, llamó a Hubert Jerry Dwyer, dueño de Dwyer Flying Service, una compañía en Mason City, Iowa, para alquilar una avioneta para volar a Hector Airport, en Fargo, el aeropuerto más cercano a Moorhead. Los arreglos del vuelo fueron hechos con Roger Peterson, un piloto y residente local de 21 años de edad quien fue descrito como "un joven casado que ha hecho su vida alrededor de volar".
El servicio de vuelo cobró $36 dólares por boleto en la avioneta Beechcraft 35 Bonanza de 1947, de un motor con cola en V, que tenía la capacidad para tres pasajeros y el piloto. Una confusión popular que tiene origen en la canción de Don McLean "American Pie" es que la avioneta en la cual viajaban los músicos se llamaba "American Pie"; sin embargo, no existe ningún registro de cualquier nombre que se le haya asignado al N3794N.
Richardson había contraído gripe durante la gira y le pidió a Waylon Jennings su lugar en la avioneta. Cuando Holly se enteró de que Jennings no iba a viajar en ella, le dijo en tono simpático: "¡Espero que tu viejo autobús se congele!"; Jennings contestó en tono bromista: "¡Bueno, yo espero que tu vieja avioneta se estrelle!", una réplica con un mal augurio que le remordió por el resto de su vida.
Ritchie Valens, quien alguna vez le había tenido miedo a volar, le pidió a Tommy Allsup su lugar en la avioneta; los dos apostaron a cara o cruz para decidirlo. Bob Hale, un DJ local de KRIB-AM, quien estaba trabajando en el concierto esa noche, tiró la moneda en un cuarto aledaño al escenario principal poco antes de que los músicos salieran hacia el aeropuerto. Valens ganó así el lugar en la avioneta. Se cuenta que Valens dijo al respecto que "era la primera vez que tenía suerte en algo".
Dion había sido tomado en cuenta para el vuelo, pero decidió que no podía justificar ese despilfarro de dinero, porque $36 dólares (el equivalente de $320 dólares al año 2020) eran el equivalente a la renta mensual que sus padres pagaban por su apartamento cuando era niño.

## Despegue y choque
Después de que el show hubo terminado, Anderson llevó a Holly, Valens y a Richardson al Aeropuerto Municipal de Mason City. El clima al momento del despegue fue reportado como una ligera nevada, un límite superior de 914,4 metros con un cielo oscuro, una visibilidad de 6 millas (9.65 km) y vientos de 20 mph. A pesar de que mal clima había sido reportado a lo largo de la ruta de vuelo planeada, los reportes climáticos que recibió el piloto Peterson no tenían la información necesaria.
La aeronave despegó de manera normal desde la pista 17 (hoy es la pista 18) a las 12:55 a. m. horario central el martes 3 de febrero de 1959. Dwyer, el dueño de la compañía de vuelo, atestiguó el despegue desde una plataforma fuera de la torre de control. Pudo ver claramente la luz de cola de la avioneta la mayor parte del corto vuelo, que comenzó con un giro a la izquierda hacia el noroeste, y una altura de 800 pies (243 m). Se observó que la luz de cola descendió gradualmente hasta que desapareció. Alrededor de la 1:00 a. m. cuando se esperaba que Peterson se comunicara con la torre de control por radio, el operador de radio hizo diversos intentos por orden de Dwyer, pero ninguno tuvo éxito. La desaparición de la aeronave fue reportada dos horas después.
Más tarde esa mañana, Dwyer, quien no había sabido de Peterson desde el despegue, voló en otro avión siguiendo la ruta planeada de Peterson; en cuestión de minutos, alrededor de las 9:35 a. m., vio el sitio del accidente a menos de 6 millas del aeropuerto. La oficina del sheriff, alertada por Dwyer, mandó a Bill McGill, quien condujo hasta el lugar del accidente, un campo de maíz perteneciente a Albert Juhl.

Mason City y Clear Lake, Iowa

La Bonanza impactó el suelo a una alta velocidad; se estima que debió haber sido alrededor de 170 mph (273,58 km/h) cargado hacia la derecha y en una posición en picado. La punta del ala derecha había impactado con el suelo primero, proyectando a la aeronave en maroma a través del campo congelado por 540 pies (164,592 metros) antes de detenerse incrustada en la cerca de la propiedad de Juhl.
Los cuerpos de Holly y Valens habían sido despedidos del fuselaje y se encontraron cerca del accidente. El cuerpo de Richardson había sido lanzado por sobre la cerca y acabó en el campo de maíz vecino, perteneciente a Oscar Moffett, mientras que el cuerpo del piloto Peterson quedó atrapado dentro del resto de la avioneta. Como el resto de la gira estaba en camino a Minnesota, la labor de identificar los cuerpos recayó sobre Carroll Anderson, el gerente de Surf Ballroom. El forense del condado, Ralph Smiley, certificó que las cuatro víctimas habían muerto al instante, identificando la causa de muerte como "trauma severo al cerebro" para los tres artistas y como "daño cerebral" para el piloto.

## Secuela
La esposa embarazada de Holly, Maria Elena, se enteró de su muerte por los informes en la televisión. Viuda solo después de seis meses de matrimonio, sufrió complicaciones en el embarazo y perdió al bebé por "trauma psicológico". La madre de Holly, después de escuchar las noticias en la radio en su casa en Lubbock, Texas, gritó y se desmayó. Maria Elena Holly no asistió al funeral y nunca ha visitado la tumba de Holly. Dijo después en una entrevista "de cierta manera, me culpo a mí misma, sentía que algo estaba mal cuando él se fue. Yo estaba de dos semanas de embarazo, y quería que Holly se quedara conmigo, pero ya tenía planeada la gira. Fue la única vez que no estuve con él. Y me culpo a mí misma, porque sé que si yo hubiera ido con él a la gira, Buddy nunca se habría subido a ese avión".
El "Winter Dance Party" no se detuvo; Waylon Jennings y Tommy Allsup continuaron tocando por dos semanas más. Jennings tomó el lugar de Holly como vocalista principal. Mientras tanto los funerales de las víctimas fueron hechos individualmente; Holly y Richardson fueron enterrados en Texas, Valens en California, y Peterson en Iowa.

## Investigación oficial

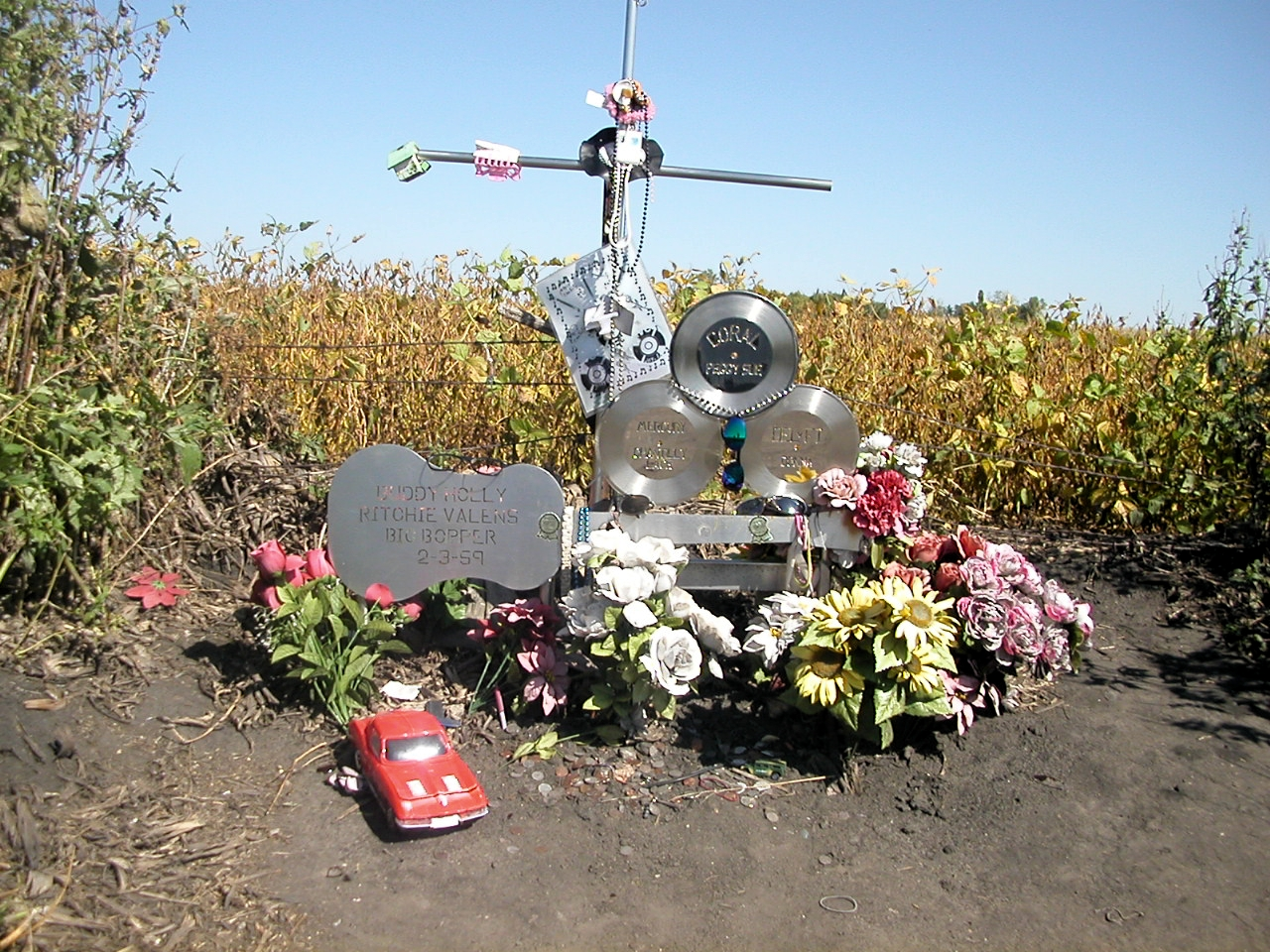
Monumento a los tres músicos fallecidos en el lugar del accidente.

La investigación oficial fue llevada a cabo por el Tribunal de Aeronáutica Civil, un precursor de la NTSB. Se supo que el piloto Roger Peterson tenía más de cuatro años de experiencia de vuelo, de los cuales uno fue con Dwyer Flying Service, y tenía acumuladas más de 711 horas de vuelo, de las cuales 128 eran en Bonanzas. También tenía registradas 52 horas de vuelo con instrumentos, y había aprobado su examen escrito, pero aún no estaba autorizado para operar en el clima que requería volar solamente con instrumentos. Él y Dwyer Flying Service solamente estaban certificados para volar con reglas de vuelo visuales, que esencialmente requieren que el piloto deba ver hacia dónde va. Sin embargo, en la noche del accidente, el vuelo visual debió haber sido casi imposible porque las nubes oscurecían las estrellas, no había un horizonte visible, y había ausencia de luces en el piso porque el área no era densamente poblada.
Además, Peterson, quien había suspendido un examen de instrumentos nueve meses antes del accidente, había recibido su entrenamiento de instrumentos con un horizonte artificial convencional como fuente del manejo de la avioneta; sin embargo, la N3794N estaba equipada con un viejo giroscopio Sperry F3; esto resultó crucial ya que los dos instrumentos muestran la información de actitud en formas gráficas opuestas. 
El Tribunal concluyó que el accidente fue causado por "la decisión poco acertada del piloto de embarcarse en un vuelo que requería conocimientos de vuelo por instrumentos que él no tenía". Un factor contribuyente fue la falta de familiaridad del piloto con el giroscopio a bordo del avión, lo cual lo llevó a pensar que estaba en ascenso, cuando en realidad estaba en descenso. Otro factor fue que se le entregó al piloto un informe climático "seriamente inadecuado", que falló en "incluso mencionar condiciones adversas de vuelo que debieron ser subrayadas".

## Investigaciones subsecuentes
El 6 de marzo de 2007, en Beaumont, Texas, el cuerpo de Richardson fue exhumado para moverlo al cementerio Forest Lawn. El hijo del músico, Jay Perry, aprovechó la oportunidad para reexaminar el cuerpo de su padre y comprobar los hallazgos originales, para lo cual se le pidió al antropólogo William Bass que llevara a cabo el procedimiento. Existían numerosos rumores en torno al accidente. Por ejemplo, dos meses después del evento un granjero había encontrado una pistola calibre 22 que se creía que pertenecía a Buddy Holly, por lo que se instaló el rumor de que el accidente fue causado por una descarga accidental de un arma de fuego. Otro rumor decía que Richardson había sobrevivido el impacto inicial, y había salido del desastre en busca de ayuda. Esta teoría tuvo base en que el cuerpo de Richardson fue encontrado más lejos que los de las otras tres víctimas. Bass y su equipo tomaron varias imágenes de rayos X y finalmente concluyeron que el músico había muerto instantáneamente por fracturas extensas y no sobrevivibles en casi todos sus huesos; tampoco hubo rastros de plomo de ninguna bala. El reporte original del forense Smiley fue confirmado.
En marzo de 2016 la Junta Nacional de Seguridad del Transporte (NTSB), el sucesor del Tribunal de Aeronáutica Civil, recibió una petición para reabrir la investigación del accidente. La petición fue hecha por L. J. Coon, un piloto retirado de Nueva Inglaterra que sintió que la conclusión de la investigación de 1959 fue poco precisa. Coon sospechaba que hubo un fallo en el timón del lado derecho, o un problema con el sistema de combustible, además de una incorrecta distribución de peso. Coon argumentó que Peterson pudo haber intentado aterrizar el avión y que sus esfuerzos debían ser reconocidos. En abril de 2015, la NTSB declinó la petición citando que la evidencia presentada por Coon era insuficiente para poner en duda los hallazgos originales.

## Legado

### Notificaciones a los familiares
Debido a los problemas de embarazo sufridos por la esposa de Holly y las circunstancias en las cuales se le informó de su muerte, las autoridades adoptaron una política de no revelar nombres de víctimas hasta después de que las familias hayan sido notificadas.

### Conmemoraciones
El 5 de febrero se hizo un servicio conmemorativo para Roger Peterson en la iglesia luterana Redentor, en Ventura, Iowa. El funeral se llevó a cabo el día siguiente en la iglesia luterana St. Paul, en su lugar de nacimiento en Alta, Iowa. Peterson fue enterrado en Buena Vista Memorial Cemetery en Storm Lake. Su tumba está localizada en N 42 39.189 W 095 13.996. Los padres de Peterson recibieron condolencias de las familias de Holly y Valens. 

#### Películas
- El accidente es mencionado en el filme The Buddy Holly Story (1978).[26]
- El accidente también es mencionado en la película biográfica de Valens, La Bamba (1987).[26]

#### Conciertos memoriales
Fanáticos de Holly, Valens y Richardson se han reunido para conciertos conmemorativos en el Surf Ballroom en Clear Lake, Iowa desde 1979. El concierto del 50 aniversario tuvo lugar el 2 de febrero de 2009 con Delbert McClinton, Joe Ely, Wanda Jackson, Los Lobos, Los Lonely Boys, Chris Montez, Bobby Vee, Graham Nash, Peter and Gordon, Tommy Allsup y una banda que tenía a Chuck Leavell, James "Hutch" Hutchinson, Bobby Keys, Kenny Aronoff, y Jay P. Richardson, el hijo de The Big Bopper, estuvo entre los artistas participantes; Bob Hale fue el maestro de ceremonias como lo fue en el concierto de 1959.

#### Monumentos
En junio de 1988, un monumento conmemorativo de granito de 1.2 metros con los nombres de Peterson y los 3 músicos fue erigido afuera del Surf Ballroom con la viuda, padres y hermana de Peterson entre la audiencia. El evento marcó la primera vez que se reunieron las familias de los fallecidos. 

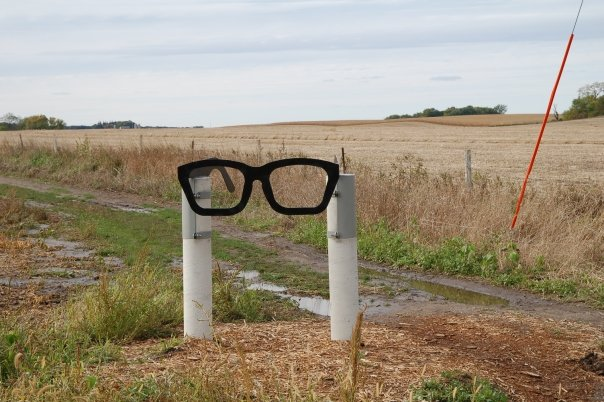
Monumento cerca del lugar del accidente en Clear Lake.

En 1989, Ken Paquette, un fan de los cincuenta originario de Wisconsin, hizo un monumento de acero inoxidable que muestra una guitarra con 3 vinilos con los nombres de los músicos fallecidos en el accidente. 
El monumento está en una granja privada, un cuarto de milla al oeste de la intersección de 315th Street con Gull Avenue, 5 millas al norte de Clear Lake. Michael Connor, residente de Clear Lake, construyó unas gafas del estilo wayfarer similares a las que usaba Holly, hechas de acero cortado por plasma, y fueron colocadas en el punto de acceso al lugar del accidente. 
Paquette también creó un monumento de acero inoxidable similar para los tres músicos, localizado afuera de Riverside Ballroom en Green Bay, Wisconsin, en donde Holly, el Big Bopper y Valens tocaron su penúltimo show en la noche del primero de febrero de 1959. Este segundo monumento conmemorativo fue inaugurado el 17 de julio de 2003. En febrero de 2009, se descubrió un memorial monumento conmemorativo hecho por Paquette en el lugar del accidente para Roger Peterson.

#### Caminos
Un camino originado cerca del Surf Ballroom extendiéndose hacia el norte y pasando al oeste del lugar del accidente es ahora conocido como Buddy Holly Place.

#### Canciones
- La canción de Eddie Cochran "Three Stars" (1959) es la primera canción en conmemorar a los músicos.
- Don McLean mencionó el evento en su canción éxito "American Pie" (1971), llamándola "El día en que la música murió",[32] en donde McLean simboliza la pérdida de la inocencia en la cultura del rock and roll.[1][33]
- Waylon Jennings mencionó el accidente en su canción "A Long Time Ago" (1978), que coescribió con Shel Silverstein. En la canción dice: "No me pregunten a quién le di mi asiento en ese avión, creo que ya lo saben".

### Libros
- Carr, Joseph; Munde, Alan (1997). Prairie Nights to Neon Lights: The Story of Country Music in West Texas. Texas Tech University Press. ISBN 978-0-89672-365-8.
- Crouse, Richard (2012). Who Wrote The Book of Love?. Random House Digital. ISBN 978-0-385-67442-3.
- Everitt, Rich (2004). Falling Stars: Air Crashes That Filled Rock and Roll Heaven. Harbor House. ISBN 978-1-891799-04-4.
- McDonald, Les (2010). The Day the Music Died. Xlibris Corporation. ISBN 978-1-4691-1356-2.
- Jennings, Waylon; Kaye, Lenny (1996). Waylon :An Autobiography. Warner Books. ISBN 978-0-446-51865-9.
- Schuck, Raymond (2012). Do You Believe in Rock and Roll? Essays on Don Mclean's American Pie. McFarland. ISBN 978-1-4766-0036-9.